# Reisdorf (Luksemburg)
Reisdorf, Reisdref (lb. Reisduerf) − gmina (gemeng / commune / Gemeinde) w środkowym Luksemburgu, w kantonie Diekirch. Do 3 października 2015 gmina leżała w dystrykcie Diekirch. Siedziba administracyjna gminy znajduje się w miejscowości Reisdorf. Leży nad rzeką Sûre.

## Podział administracyjny
Do gminy należy sześć miejscowości, w tym cztery (Uertschaft) oraz dwa lieu-dit:
1. Beforterheide (Beeforter Heed), lieu-dit
2. Bigelbach (Bigelbaach)
3. Goberhof (Goberhaff), lieu-dit
4. Hoesdorf (Héischdref)
5. Reisdorf (Reisduerf)
6. Wallendorf-Pont (Wallenduerfer Bréck / Wallendorferbrück)